# Independent Spirit Award/Beste Regie

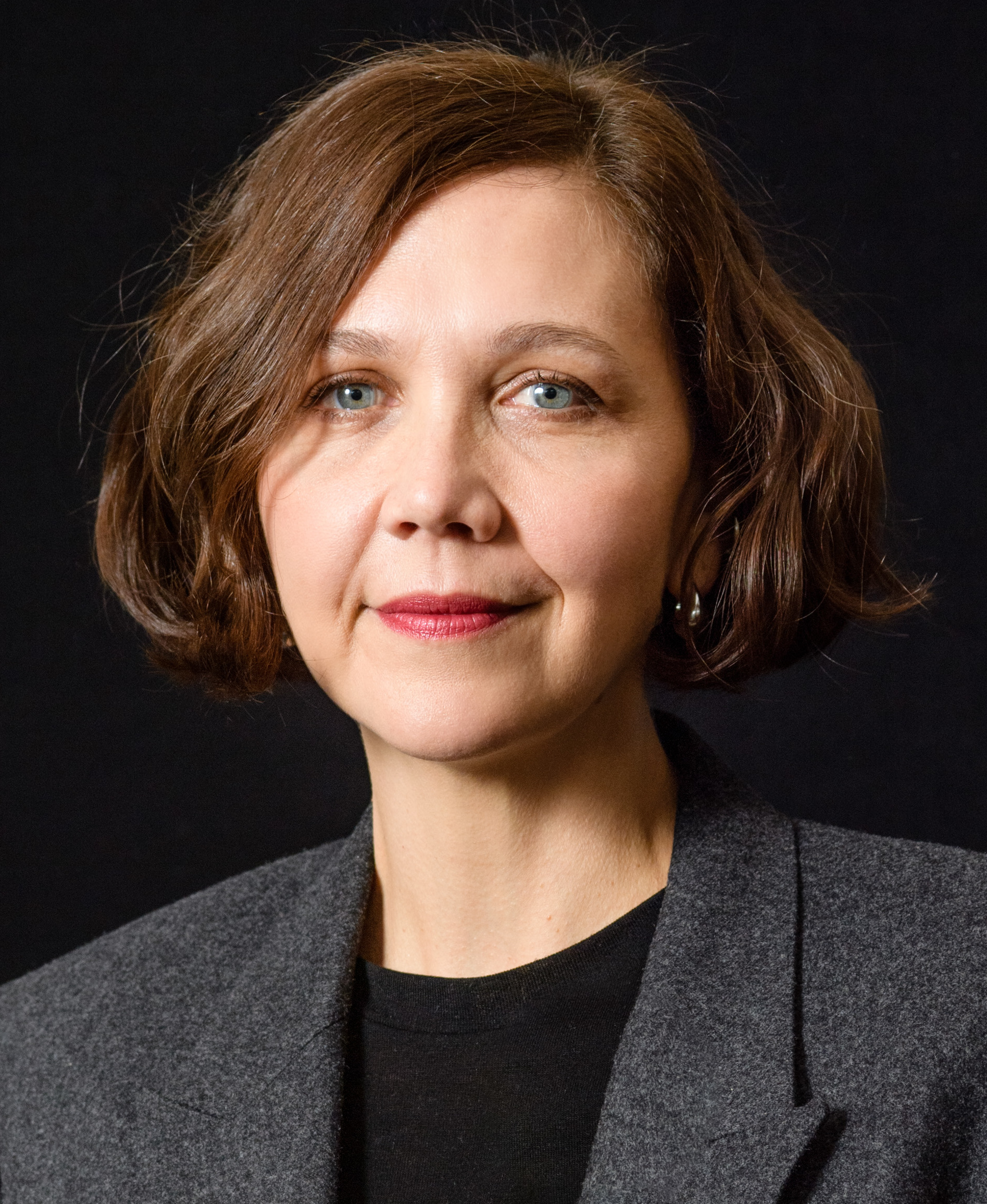
Preisträgerin 2022: Maggie Gyllenhaal (Frau im Dunkeln)

Der Independent Spirit Award in der Kategorie Beste Regie (Best Director) wird seit der ersten Verleihung im Jahr 1986 vergeben. Damit ehrt die Organisation Film Independent die aus ihrer Sicht beste Leistung eines Filmregisseurs im vergangenen Kinojahr.
In den Jahren 1987, 2006, 2012 und 2021 stimmten die Preisträger mit den Oscar-Gewinnern in der Kategorie Beste Regie überein.
| Statistik                          | Name            | Anzahl | Jahr                                |
| Häufigste Auszeichnungen           | Joel Coen       | 2      | 1986, 1997                          |
| Häufigste Auszeichnungen           | Alexander Payne | 2      | 2000, 2005                          |
| Häufigste Auszeichnungen           | Ang Lee         | 2      | 2001, 2006                          |
| Häufigste Auszeichnungen           | Barry Jenkins   | 2      | 2017, 2019                          |
| Häufigste Nominierungen (* = Sieg) | Todd Haynes     | 6      | 1992, 1996, 1999, 2003*, 2008, 2016 |
| Häufigste Nominierungen ohne Sieg  | Gus Van Sant    | 5      | 1990, 1992, 2003, 2004, 2008        |

## 1980er-Jahre
1986
Joel Coen – Blood Simple – Eine mörderische Nacht (Blood Simple)

Martin Scorsese – Die Zeit nach Mitternacht (After Hours)
- Joyce Chopra – Bedrohliches Geflüster (Smooth Talk)
- Peter Masterson – A Trip to Bountiful – Reise ins Glück (The Trip to Bountiful)

1987
Oliver Stone – Platoon
- Jim Jarmusch – Down by Law
- David Lynch – Blue Velvet
- Rob Reiner – Stand by Me – Das Geheimnis eines Sommers (Stand by Me)
- Oliver Stone – Salvador

1988
John Huston – Die Toten (The Dead)
- Jonathan Demme – Nach Kambodscha schwimmen (Swimming to Cambodia)
- Tim Hunter – Das Messer am Ufer (River’s Edge)
- Jim McBride – The Big Easy – Der große Leichtsinn (The Big Easy)
- John Sayles – Matewan

1989
Ramón Menéndez – Stand and Deliver
- David Burton Morris – Patti Rocks – Sex macht Spaß (Patti Rocks)
- Errol Morris – Der Fall Randall Adams (The Thin Blue Line)
- Oliver Stone – Talk Radio
- John Waters – Hairspray

## 1990er-Jahre
1990
Steven Soderbergh – Sex, Lügen und Video (Sex, Lies, and Videotape)
- Jim Jarmusch – Mystery Train
- Charles Lane – Sidewalk Stories
- Nancy Savoca – Wahre Liebe (True Love)
- Gus Van Sant – Drugstore Cowboy

1991
Charles Burnett – Zorniger Schlaf (To Sleep with Anger)
- Reginald Hudlin – House Party
- John McNaughton – Henry: Portrait of a Serial Killer
- Allan Moyle – Hart auf Sendung (Pump Up the Volume)
- Michael Roemer – Das Komplott gegen Harry (The Plot Against Harry)

1992
Martha Coolidge – Die Lust der schönen Rose (Rambling Rose)
- Todd Haynes – Poison
- Richard Linklater – Rumtreiber (Slacker)
- Gus Van Sant – My Private Idaho (My Own Private Idaho)
- Joseph B. Vasquez – Hangin’ Out – 4 Homeboys unterwegs (Hangin' with the Homeboys)

1993
Carl Franklin – One False Move
- Allison Anders – Gas Food Lodging – Verlorene Herzen (Gas Food Lodging)
- Abel Ferrara – Bad Lieutenant
- Tom Kalin – Swoon
- Quentin Tarantino – Reservoir Dogs – Wilde Hunde (Reservoir Dogs)

1994
Robert Altman – Short Cuts
- Ang Lee – Das Hochzeitsbankett (喜宴, Hsi yen)
- Victor Nuñez – Ruby in Paradise
- Robert Rodriguez – El Mariachi
- John Turturro – Mac

1995
Quentin Tarantino – Pulp Fiction
- John Dahl – Red Rock West
- Ang Lee – Eat Drink Man Woman (飲食男女, Yǐn Shí Nán Nǚ)
- Roman Polanski – Der Tod und das Mädchen (Death and the Maiden)
- Alan Rudolph – Mrs. Parker und ihr lasterhafter Kreis (Mrs. Parker and the Vicious Circle)

1996
Mike Figgis – Leaving Las Vegas
- Michael Almereyda – Nadja
- Ulu Grosbard – Georgia
- Todd Haynes – Safe
- John Sayles – Das Geheimnis des Seehund-Babys (The Secret of Roan Inish)

1997
Joel Coen – Fargo
- Abel Ferrara – Das Begräbnis (The Funeral)
- David O. Russell – Flirting with Disaster – Ein Unheil kommt selten allein (Flirting with Disaster)
- Todd Solondz – Willkommen im Tollhaus (Welcome to the Dollhouse)
- Robert M. Young – Caught – Im Netz der Leidenschaft (Caught)

1998
Robert Duvall – Apostel! (The Apostle)
- Larry Fessenden – Habit
- Victor Nuñez – Ulee’s Gold
- Paul Schrader – Touch
- Wim Wenders – Am Ende der Gewalt (The End of Violence)

1999
Wes Anderson – Rushmore
- Todd Haynes – Velvet Goldmine
- Lodge Kerrigan – Claire Dolan
- Paul Schrader – Der Gejagte (Affliction)
- Todd Solondz – Happiness

## 2000er-Jahre
2000
Alexander Payne – Election
- Harmony Korine – Julien Donkey-Boy
- Doug Liman – Go – Das Leben beginnt erst um 3.00 Uhr (Go)
- David Lynch – Eine wahre Geschichte – The Straight Story (The Straight Story)
- Steven Soderbergh – The Limey

2001
Ang Lee – Tiger & Dragon (臥虎藏龍; Wòhǔ Cánglóng)
- Darren Aronofsky – Requiem for a Dream
- Miguel Arteta – Chuck & Buck
- Christopher Guest – Best in Show
- Julian Schnabel – Before Night Falls

2002
Christopher Nolan – Memento
- Michael Cuesta –  L.I.E. – Long Island Expressway (L.I.E.)
- Cheryl Dunye – Die Fremde (Stranger Inside)
- Richard Linklater – Waking Life
- John Cameron Mitchell – Hedwig and the Angry Inch

2003
Todd Haynes – Dem Himmel so fern (Far from Heaven)
- Joe Carnahan – Narc
- Nicole Holofcener – Lovely & Amazing
- Bernard Rose – Ivans XTC
- Gus Van Sant – Gerry

2004
Sofia Coppola – Lost in Translation
- Shari Springer Berman und Robert Pulcini – American Splendor
- Jim Sheridan – In America
- Peter Sollett – Sommer in New York (Raising Victor Vargas)
- Gus Van Sant – Elephant

2005
Alexander Payne – Sideways
- Shane Carruth – Primer
- Joshua Marston – Maria voll der Gnade (Maria Full of Grace)
- Walter Salles – Die Reise des jungen Che (The Motorcycle Diaries)
- Mario Van Peebles – Baadasssss!

2006
Ang Lee – Brokeback Mountain
- Gregg Araki – Mysterious Skin – Unter die Haut (Mysterious Skin)
- Noah Baumbach – Der Tintenfisch und der Wal (The Squid and the Whale)
- George Clooney – Good Night, and Good Luck.
- Rodrigo García – Nine Lives

2007
Jonathan Dayton und Valerie Faris – Little Miss Sunshine
- Robert Altman – Robert Altman’s Last Radio Show (A Prairie Home Companion)
- Ryan Fleck – Half Nelson
- Karen Moncrieff – Dead Girl (The Dead Girl)
- Steven Soderbergh – Bubble

2008
Julian Schnabel – Schmetterling und Taucherglocke (Le scaphandre et le papillon)
- Todd Haynes – I’m Not There
- Tamara Jenkins – Die Geschwister Savage (The Savages)
- Jason Reitman – Juno
- Gus Van Sant – Paranoid Park

2009
Tom McCarthy – Ein Sommer in New York – The Visitor (The Visitor)
- Ramin Bahrani – Chop Shop
- Jonathan Demme – Rachels Hochzeit (Rachel Getting Married)
- Lance Hammer – Ballast
- Courtney Hunt – Frozen River

## 2010er-Jahre
2010
Lee Daniels – Precious – Das Leben ist kostbar (Precious: Based on the Novel "Push" by Sapphire)
- Ethan und Joel Coen – A Serious Man
- Cary Jôji Fukunaga – Sin nombre
- James Gray – Two Lovers
- Michael Hoffman – Ein russischer Sommer (The Last Station)

2011
Darren Aronofsky – Black Swan
- Danny Boyle – 127 Hours
- Lisa Cholodenko – The Kids Are All Right
- Debra Granik – Winter’s Bone
- John Cameron Mitchell – Rabbit Hole

2012
Michel Hazanavicius – The Artist
- Mike Mills – Beginners
- Jeff Nichols – Take Shelter – Ein Sturm zieht auf (Take Shelter)
- Alexander Payne – The Descendants – Familie und andere Angelegenheiten (The Descendants)
- Nicolas Winding Refn – Drive

2013
David O. Russell – Silver Linings (Silver Linings Playbook)
- Wes Anderson – Moonrise Kingdom
- Julia Loktev – The Loneliest Planet
- Ira Sachs – Keep the Lights On
- Benh Zeitlin – Beasts of the Southern Wild

2014
Steve McQueen – 12 Years a Slave
- Shane Carruth – Upstream Color
- J. C. Chandor – All Is Lost
- Jeff Nichols – Mud
- Alexander Payne – Nebraska

2015
Richard Linklater – Boyhood
- Damien Chazelle – Whiplash
- Ava DuVernay – Selma
- Alejandro González Iñárritu – Birdman oder (Die unverhoffte Macht der Ahnungslosigkeit) (Birdman or (The Unexpected Virtue of Ignorance))
- David Zellner – Kumiko, the Treasure Hunter

2016
Tom McCarthy – Spotlight
- Sean Baker – Tangerine L.A. (Tangerine)
- Cary Joji Fukunaga – Beasts of No Nation
- Todd Haynes – Carol
- Charlie Kaufman und Duke Johnson – Anomalisa
- David Robert Mitchell – It Follows

2017
Barry Jenkins – Moonlight
- Andrea Arnold – American Honey
- Pablo Larraín – Jackie: Die First Lady (Jackie)
- Jeff Nichols – Loving
- Kelly Reichardt – Certain Women

2018
Jordan Peele – Get Out
- Sean Baker – The Florida Project
- Jonas Carpignano – Pio (A Ciambra)
- Luca Guadagnino – Call Me by Your Name
- Benny Safdie und Josh Safdie – Good Time
- Chloé Zhao – The Rider

2019
Barry Jenkins – If Beale Street Could Talk
- Paul Schrader – First Reformed
- Debra Granik – Leave No Trace
- Tamara Jenkins – Private Life
- Lynne Ramsay – A Beautiful Day (You Were Never Really Here)

## 2020er-Jahre
2020
Benny und Josh Safdie – Der schwarze Diamant (Uncut Gems)
- Robert Eggers – Der Leuchtturm (The Lighthouse)
- Alma Har'el – Honey Boy
- Julius Onah – Luce
- Lorene Scafaria – Hustlers

2021
Chloé Zhao – Nomadland
- Lee Isaac Chung – Minari – Wo wir Wurzeln schlagen (Minari)
- Emerald Fennell – Promising Young Woman
- Eliza Hittman – Niemals Selten Manchmal Immer (Never Rarely Sometimes Always)
- Kelly Reichardt – First Cow

2022
Maggie Gyllenhaal – Frau im Dunkeln (The Lost Daughter)
- Janicza Bravo – Zola
- Lauren Hadaway – Die Novizin (The Novice)
- Mike Mills – Come on, Come on
- Ninja Thyberg – Pleasure

2023
Daniel Kwan und Daniel Scheinert – Everything Everywhere All at Once
- Todd Field – Tár
- Kogonada – After Yang
- Sarah Polley – Die Aussprache (Women Talking)
- Halina Reijn – Bodies Bodies Bodies

2024
Celine Song – Past Lives – In einem anderen Leben (Past Lives)
- Andrew Haigh – All of Us Strangers
- Todd Haynes – May December
- William Oldroyd – Eileen
- Ira Sachs – Passages

2025
Sean Baker – Anora
- Ali Abbasi – The Apprentice – The Trump Story (The Apprentice)
- Brady Corbet – Der Brutalist
- Alonso Ruizpalacios – La Cocina – Der Geschmack des Lebens (La Cocina)
- Jane Schoenbrun – I Saw the TV Glow